# Аббілейкс
Аббілейкс (Аббілікс; англ. Abbeyleix або ірл. Abbeylaois; ірл. Mainistir Laoise) - (переписне) селище в Ірландії, розташоване в графстві Ліішь (провінція Ленстер).
Місцева залізнична станція була відкрита 1 березня 1865 і закрита 1 січня 1963 року.

## Демографія
Населення - 1568 чоловік (за переписом 2006 року). У 2002 році населення становило 1383 людини.
| Ірландія | Це незавершена стаття з географії Ірландії. Ви можете допомогти проєкту, виправивши або дописавши її. |

1. ↑  База даних географічних назв Ірландії — 2008.